# 加木屋中ノ池駅
加木屋中ノ池駅（かぎやなかのいけえき）は、愛知県東海市加木屋町唐畑にある名古屋鉄道河和線の駅
。駅番号はKC02。東海市による請願駅で、市の要請により「公立西知多総合病院前」の副駅名が併記される。

## 歴史
東海市の要望により新設された駅で、建設費約75億円（うち26億円は国費）は東海市が負担した。かつて高横須賀駅 - 南加木屋駅間には加木屋駅が存在したが、加木屋中ノ池駅は同駅より約0.7 km高横須賀駅寄りで、両駅の中間地点となる。
駅名は中ノ池および加木屋町の両地域が駅勢圏となることにちなみ、西知多総合病院の最寄り駅となる事を表す副駅名も設定された。なお、駅番号「KC02」は名鉄が2016年（平成28年）に駅ナンバリングを導入した際には欠番扱いとしていた。

### 年表
- 2015年（平成27年）：名古屋鉄道と東海市が新駅設置に合意[8]。
- 2020年（令和2年）2月17日：名古屋鉄道と東海市が新駅設置に関する基本協定を締結[9]。
- 2022年（令和4年）12月22日：駅名を決定[10]。
- 2024年（令和6年）3月16日：開業[2]。普通停車駅であり無人駅[5]。当初は公立西知多総合病院側の北改札口のみ開設[1]。
- 2024年（令和6年）8月1日：西知多総合病院と駅をつなぐアクセス通路が開通。
- 2025年（令和7年）度：南改札口開設予定[11]。

## 駅構造
駅集中管理システムを導入した無人駅である。
6両対応の2面2線相対式ホームで、ホーム南北両端に改札口を設ける予定だが、開業とともに営業を開始したのは北改札口のみで、南改札口は2025年度内に開設する予定である。
駅周辺は高台の住宅街であり、また北改札口側にはトンネルが隣接していることから、駅の部分は掘割の構造のようになっている。そのため、北改札口は両ホームともホーム北端に改札口が設けられており、出入口とホームとの間は長い階段を歩くかエレベーターで移動することになっている。また、両ホーム間は改札内では繋がっておらず、ホーム間の移動は一度改札口を出る必要がある。西側はロータリーが整備されているほか、西知多総合病院のアクセス口でもあるため駅と病院とを結ぶ屋根付き通路も整備されている。一方、住宅街は南下がりになっているため、整備中の南改札口あたりでは北改札口ほどの高低差はなくなっている。また、南改札口には将来的に路線バスが乗り入れる予定である。
駅構内にはトイレはなく、北改札口を出て東側（墓地側）の階段脇に仮設の個室トイレが1基設けられている（2025年7月時点）。
| 番線 | 路線      | 方向 | 行先                         |
| ---- | --------- | ---- | ---------------------------- |
| 1    | KC 河和線 | 下り | 河和・内海方面               |
| 2    | KC 河和線 | 上り | 太田川・金山・名鉄名古屋方面 |

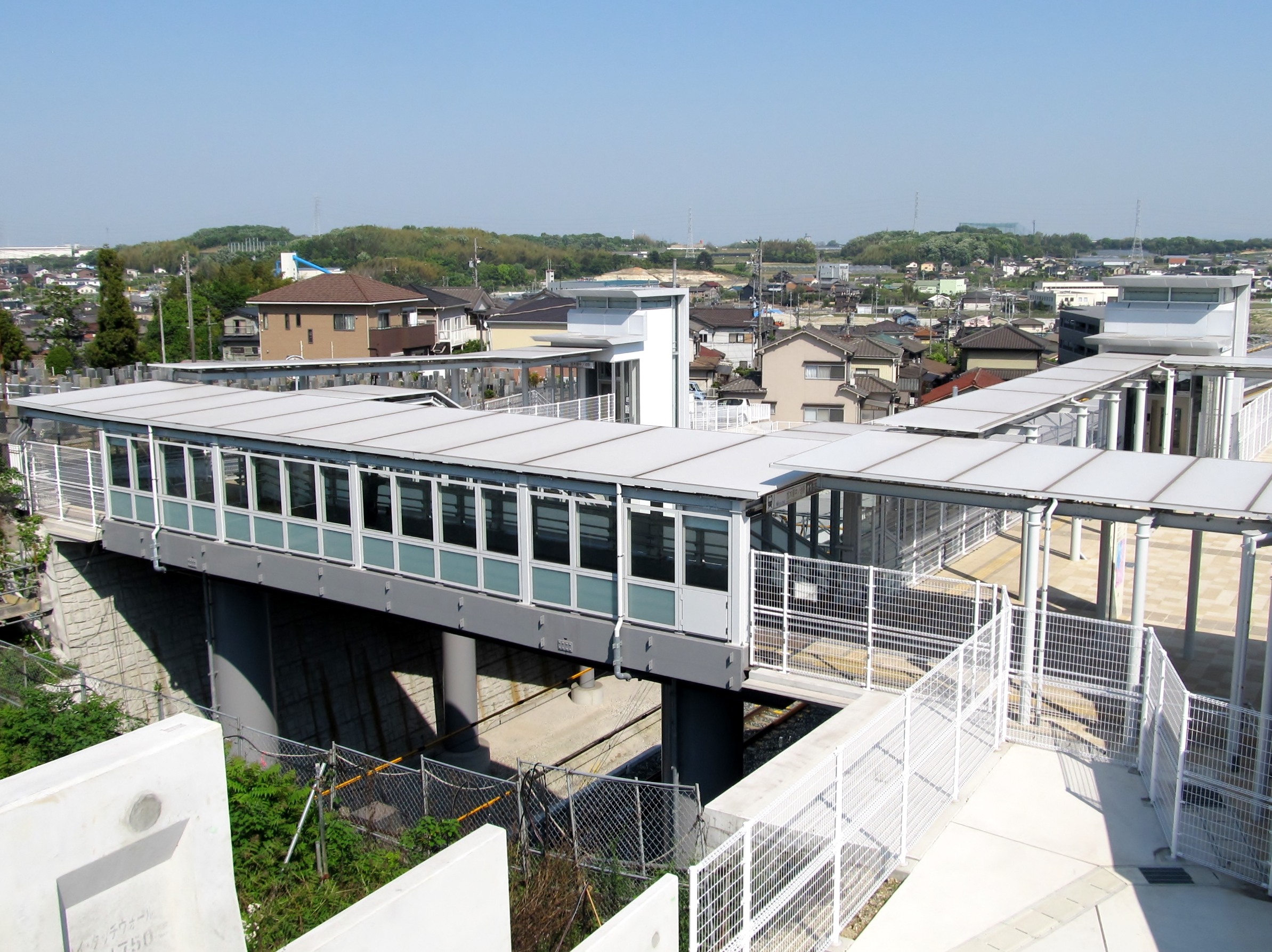
北口全景
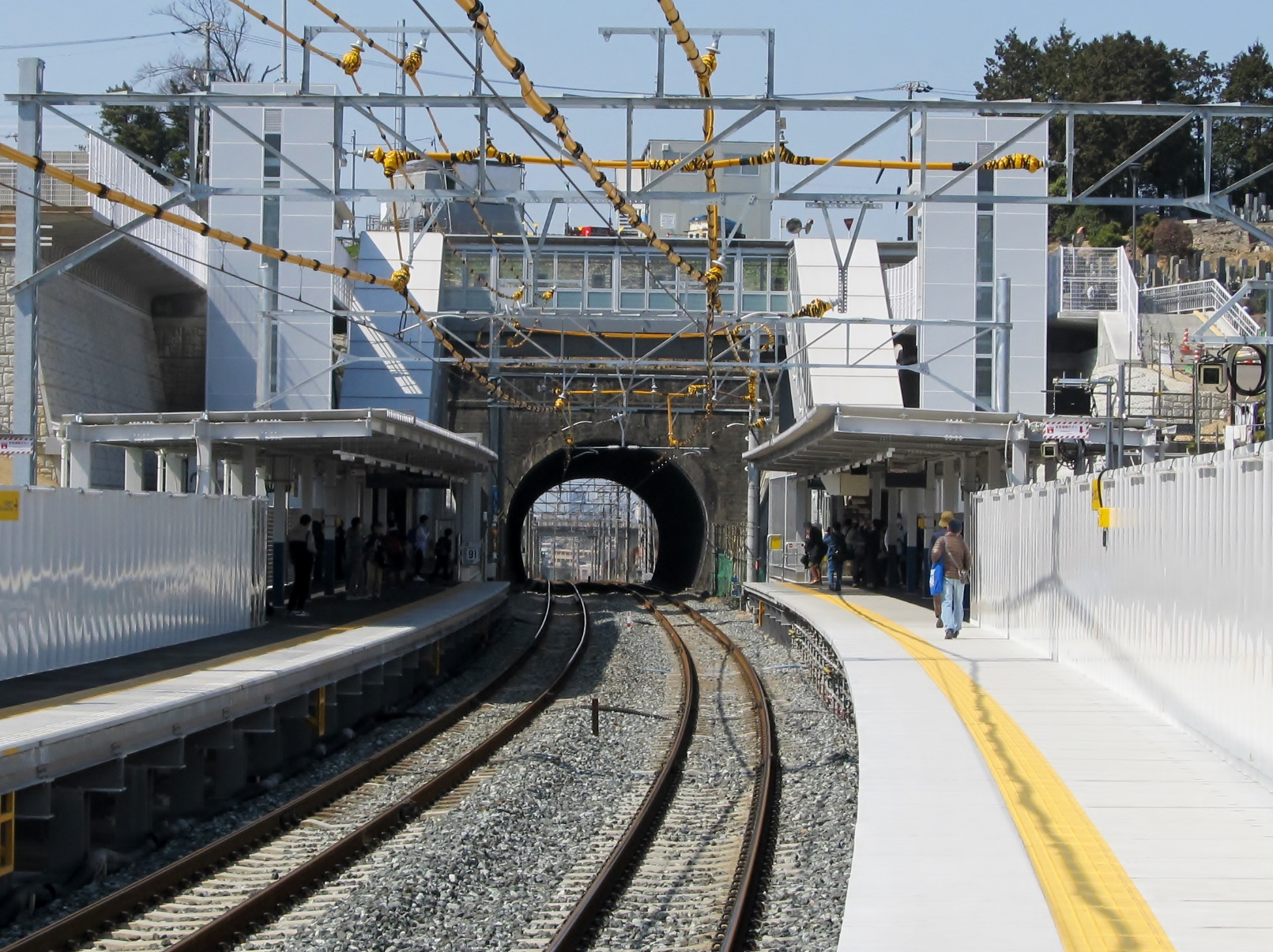
ホーム
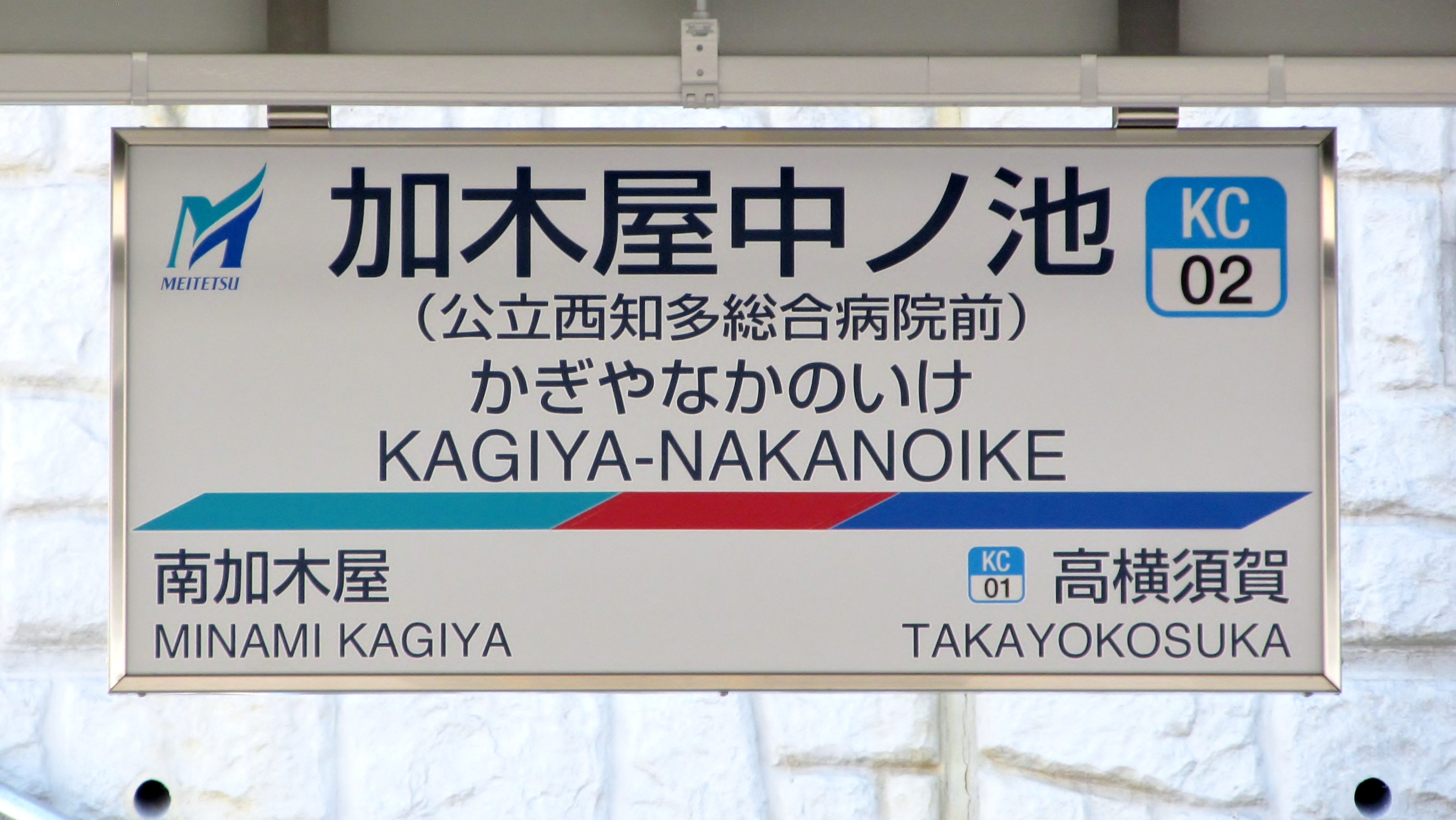
駅名標

## 利用状況
- 「移動等円滑化取組報告書」によれば、2024年度の1日平均乗降人員は927人である[13]。

1日の平均乗降人員の推移は以下の通り。
| 年度 | 一日平均 乗降人員 |
| ---- | ----------------- |
| 2023 | 809               |
| 2024 | 927               |

## 駅周辺
- 西知多総合病院
- 中部安全衛生技術センター
- 東海市立横須賀中学校
- 東海市立加木屋小学校
- 知多乗合東海営業所（加木屋車庫）
- 中ノ池公園

## 隣の駅
名古屋鉄道
KC 河和線
■特急・□快速急行・■急行・■準急
通過
■普通
高横須賀駅（KC01） - 加木屋中ノ池駅（KC02） - 南加木屋駅（KC03）
- かつては当駅から南加木屋の間に加木屋駅が存在した（1944年休止、1969年廃止）。